# Ampulex cyclostoma
Ampulex cyclostoma là một loài côn trùng cánh màng trong họ Ampulicidae, thuộc chi Ampulex. Loài này được Gribodo miêu tả khoa học đầu tiên năm 1894.